# Connexion d'Ehresmann
En géométrie différentielle, une connexion d'Ehresmann (d'après le mathématicien français Charles Ehresmann qui a le premier formalisé ce concept) est une version de la notion de connexion qui est définie sur des fibrés. En particulier, elle peut être non-linéaire, puisqu'un espace fibré n'a pas de notion de linéarité qui lui soit naturellement adaptée. Cependant, une connexion de Koszul (parfois aussi appelée connexion linéaire) en est un cas particulier. Un autre cas important est celui des connexions principales (en) sur un fibré principal, auxquelles on impose d'être équivariantes sous l'action principale du groupe de Lie.

## Définition formelle
Soit {\displaystyle p:E\to M} un fibré C∞. On note
{\displaystyle V=\ker(\operatorname {d} p),\qquad {\hbox{où }}\operatorname {d} p\colon TE\to TM}
le fibré vertical (en). Canoniquement associé au fibré originel, il est constitué des vecteurs tangents aux fibres de E. Ainsi la fibre de V en un point e de E est l'espace tangent à {\displaystyle E_{p(e)}=p^{-1}(p(e))}. En revanche il n'existe pas de choix canonique de trivialisation du fibré, donc pas de façon canonique de considérer des vecteurs horizontaux, c'est-à-dire « parallèles à la base ». C'est là qu'intervient le choix d'une connexion.

### Définition via les sous-espaces horizontaux
Une connexion d'Ehresmann sur E est un sous-fibré régulier H de TE, appelé le fibré horizontal (en) de la connexion, qui est un supplémentaire de V, dans le sens où il définit une décomposition en somme directe : {\displaystyle TE=H\oplus V}.
De façon plus détaillée, le fibré horizontal a les propriétés suivantes :
- Pour chaque point e de E, He est un sous-espace vectoriel de l'espace tangent TeE à E en e, appelé le "sous-espace horizontal" de la connexion en e.
- He dépend régulièrement de e.
- Pour chaque e ∈ E, He ∩ Ve = {0}.
- Chaque vecteur tangent de TeE (pour chaque e∈E) est la somme d'une composante horizontale et d'une composante verticale, de telle sorte que TeE = He + Ve.

### Définition via une forme de connexion
On peut proposer une présentation équivalente à la précédente. Soit v la projection sur le fibré vertical V selon H (de telle sorte que H = ker v). Elle est déterminée par la décomposition en "somme directe" de TE en ses parties verticale et horizontale mentionnée ci-dessus. Elle est parfois appelée la forme de connexion de la connexion d'Ehresmann. Ainsi v est un endomorphisme du fibré vectoriel TE avec les propriétés suivantes (par endomorphisme de fibré, on sous-entend que v induit l'identité sur la base) :
- v2 = v ;
- l'image de v est V.

Réciproquement, si v est un endomorphisme du fibré vectoriel TE satisfaisant ces deux propriétés, alors H = ker v est le sous-fibré horizontal d'une connexion d'Ehresmann. On peut considérer v comme une 1-forme à valeurs vectorielles : {\displaystyle v\in \Omega ^{1}(E,TE)}. En termes plus sophistiqués, la donnée d'espaces horizontaux ou d'une forme v satisfaisant ces propriétés correspond précisément à la section régulière d'un fibré des jets de différentielles J1E →E.

### Transport parallèle par relèvement horizontaux
Une connexion d'Ehresmann prescrit aussi une manière de relever des courbes depuis la variété de base M jusque dans l'espace total du fibré E de telle sorte que les tangentes aux courbes soient horizontales. Ces relèvements horizontaux sont un analogue direct du transport parallèle pour d'autres versions du formalisme des connexions.
De façon spécifique, supposons que γ(t) est une courbe régulière de M passant par le point x = γ(0). Soit e∈ Ex un point de la fibre sur x. Un relèvement de γ passant par e est une courbe {\displaystyle {\tilde {\gamma }}(t)} de l'espace total E telle que : {\displaystyle {\tilde {\gamma }}(0)=e}, et {\displaystyle \pi ({\tilde {\gamma }}(t))=\gamma (t).}
Un relèvement est dit horizontal si, de plus, chaque tangente de la courbe est contenue dans le sous-fibré horizontal de TE :
{\displaystyle {\tilde {\gamma }}'(t)\in H_{{\tilde {\gamma }}(t)}.}
On peut montrer en utilisant le théorème du rang appliqué à π et v que chaque vecteur X∈TxM a un unique relèvement en un vecteur {\displaystyle {\tilde {X}}\in T_{e}E}. En particulier, le champ tangent à γ engendre un champ de vecteur horizontal dans l'espace total du fibré induit γ*E. Selon le théorème de Cauchy-Lipschitz, ce champ de vecteur est intégrable. Ainsi, pour chaque courbe γ et chaque point e sur x=γ(0), il existe un unique relèvement horizontal de γ passant par e pour un temps t suffisamment petit.
Remarquons que, dans le cas général, le relèvement horizontal d'une connexion d'Ehresmann, est dépendant du chemin. Quand deux courbes régulières de M, qui coïncident en γ1(0) = γ2(0) = x0 et qui se coupent aussi en un autre point x1∈M, sont relevées horizontalement dans E de telle sorte qu'elle passent par le même point e∈π-1(x0), elle passeront en général par des points différents de π-1(x1). Ceci a une conséquence importante pour la géométrie différentielle des fibrés : l'espace des sections de H n'est pas une sous-algèbre de Lie de l'espace des champs de vecteurs sur E, parce que, en général, il n'est pas fermé pour le crochet de Lie de champs de vecteurs. La courbure de la connexion mesure ce défaut de fermeture sous l'action du crochet de Lie.

## Comparaison avec les connexions de Koszul
Rappelons d'abord qu'en géométrie différentielle, une connexion de Koszul (ou dérivée covariante) est un opérateur différentiel linéaire qui prend la dérivée directionnelle de la section d'un fibré vectoriel de façon covariante. Cela permet de formuler la notion de section d'un fibré parallèle à la direction d'un vecteur : une section s sera parallèle au vecteur X si ∇Xs = 0. Et donc une dérivée covariante fournit deux choses principales : un opérateur différentiel "et" une notion de ce que signifie être parallèle à une direction.
Une connexion d'Ehresmann laisse tomber complètement l'opérateur différentiel et définit axiomatiquement une connexion en termes de section parallèle dans chaque direction (Ehresmann 1950). Spécifiquement, une connexion d'Ehresmann fixe un sous-espace vectoriel dans chaque espace tangent de l'ensemble du fibré. Ce sous-espace vectoriel est appelé l'"espace horizontal". Une section s est dite horizontale (c'est-à-dire parallèle) dans la direction X si ds(X) appartient à l'espace horizontal. Ici, nous considérons s comme une fonction s : M → E de la base M vers le fibré E, de telle sorte que ds : TM → s*TE est alors l'opérateur différentiel associé entre les espaces tangents. Il est parfois appelé le "pushforward". L'ensemble des espaces horizontaux forme un sous-fibré vectoriel de TE.
Ceci a l'avantage immédiat de rendre une '"connexion d'Ehresmann"' définissable sur une classe de structures bien plus large que les fibrés vectoriels. En particulier, elle est bien définie sur les fibrés au sens général du terme. De plus, la plupart des traits de la dérivée covariante sont préservés : transport parallèle, courbure, et holonomie.
Ce qui manque à une '"connexion d'Ehresmann"' par rapport à une connexion de Koszul, mis à part la linéarité, c'est la "covariance". Avec la dérivée covariante classique, la covariance apparaît comme une propriété a posteriori de la dérivation. Pour la construire, on définit la loi de transformation des symboles de Christoffel — qui ne sont pas covariants — et ensuite la covariance générale de la dérivée en résulte comme une conséquence. Mais pour une "connexion d'Ehresmann", il est possible d'imposer dès le début un principe de covariance généralisé par l'introduction d'un groupe de Lie qui agit sur les fibres du fibré. La condition adéquate à satisfaire est que, dans un certain sens, les espaces horizontaux soient équivariants sous l'action du groupe.
En touche finale, signalons qu'une "connexion d'Ehresmann" peut être représentée comme une forme différentielle, à peu près de la même manière qu'une forme de connexion. Si le groupe agit sur les fibres et que la connexion est équivariante, alors la forme sera aussi équivariante. De plus la forme de connexion permet de donner une définition de la courbure qui soit aussi une 2-forme de courbure.

## Propriétés

### Courbure
Soit v une connexion d'Ehresmann. Alors la courbure de v est donnée par
{\displaystyle R={\tfrac {1}{2}}[v,v]}
où [-,-] est le crochet de Frölicher-Nijenhuis (en) v ∈ Ω1(E,TE) avec lui-même. Ainsi R ∈ Ω2(E,TE) est la forme différentielle de degré 2(ou 2-forme) sur E à valeurs dans TE définie par :
{\displaystyle R(X,Y)=v\left([(\mathrm {id} -v)X,(\mathrm {id} -v)Y]\right)},
ou, en d'autres termes :
{\displaystyle R(X,Y)=[X_{H},Y_{H}]_{V}},
où X = XH + XV est la décomposition en somme directe dont les composantes sont respectivement dans H et V. De cette dernière expression de la courbure, nous voyons qu'elle est identiquement nulle si et seulement si le sous-fibré horizontal est intégrable au sens de Frobenius. Ainsi la courbure mesure la condition d'intégrabilité (en) pour que le sous-fibré horizontal donne des sections transversales du fibré E → M.
La courbure d'une connexion d'Ehresmann satisfait aussi une version de l'identité de Bianchi :
{\displaystyle [v,R]=0}
où encore une fois [-,-] désigne le crochet de Frölicher-Nijenhuis de v ∈ Ω1(E,TE) et R ∈ Ω2(E,TE).

### Complétude
Une connexion d'Ehresmann permet aux courbes d'avoir localement un unique relèvement horizontal. Une connexion d'Ehresmann est dite complète si les courbes peuvent être relevées horizontalement sur l'ensemble de leur domaine de définition. Certains auteurs emploient le terme « connexion (générale) » par défaut et réservent la locution « connexion d'Ehresmann » au cas des connexions complètes. Un fibré admet toujours des connexions complètes.

### Holonomie
Le fait qu'une connexion soit plate correspond localement à l'intégrabilité au sens de Frobénius des espaces horizontaux. À l'opposé, une courbure qui ne s'annule pas, implique la présence d'une holonomie de la connexion.

## Cas particuliers

### Fibrés principaux et connexions principales
Soit E un fibré G-principal sur M. Alors une connexion d'Ehresmann H sur E est dite connexion d'Ehresmann principale si elle est invariante sous l'action de G sur E au sens où :
{\displaystyle H_{eg}=\mathrm {d} (R_{g})_{e}(H_{e})} pour tout e∈E et g∈G; ici {\displaystyle \mathrm {d} (R_{g})_{e}} est la différentielle de l'action à droite de g sur E au point e.
Les sous-groupes à un paramètre de G agissent verticalement sur E. La différentielle de cette action permet d'identifier le sous-espace {\displaystyle V_{e}} avec l'algèbre de Lie g du groupe G, par exemple par l'application {\displaystyle \iota \colon V_{e}\to {\mathfrak {g}}}. La forme de connexion v de la connexion d'Ehresmann peut être interprétée comme une 1-forme ω sur E à valeurs dans g définie par ω(X)=ι(v(X)).
Ainsi réinterprété, la forme de connexion ω satisfait les deux propriétés suivantes :
- elle se transforme de façon équivariante sous l'action du groupe G : {\displaystyle R_{h}^{*}\omega ={\hbox{Ad}}(h^{-1})\omega } pour tout h ∈G, où Rh* est le pullback sous l'action à droite et Ad est la représentation adjointe de G sur son algèbre de Lie ;
- elle fait correspondre les champs de vecteurs verticaux à leurs éléments associés dans l'algèbre de Lie: ω(X)=ι(X) pour tout X ∈V.

Inversement, on peut montrer qu'une telle 1-forme à valeur dans g sur un fibré principal engendre une distribution horizontale qui satisfait les propriétés mentionnées ci-dessus.
À partir d'une trivialisation locale, on peut réduire ω aux champs de vecteurs horizontaux dans cette trivialisation. Cela définit une 1-forme ω'  sur B par pullback. La forme ω' détermine ω complètement mais de façon dépendante de la trivialisation. (Souvent, cette forme est aussi appelée une forme de connexion et notée simplement ω.)

### Fibré vectoriel et dérivées covariantes
Soit E un fibré vectoriel régulier sur M. Une connexion d'Ehresmann H sur E est dite connexion linéaire d'Ehresmann si He dépend linéairement de e ∈ Ex pour chaque x ∈ M.
Plus précisément, soit Sλ la multiplication scalaire par λ sur E, et soit {\displaystyle \sigma :E\times _{M}E\to E} l'addition.
Alors H est linéaire si et seulement si pour tout x ∈ M, les propriétés suivantes sont satisfaites :
- {\displaystyle H_{\lambda e}=\mathrm {d} (S_{\lambda })_{e}(H_{e})}pour tout e ∈ E et tout scalaire λ.
- {\displaystyle d\sigma (H\boxtimes H)=H} où {\displaystyle H\boxtimes H} est le sous-fibré horizontal sur {\displaystyle E\times _{M}E}.

Puisque E est un fibré vectoriel, son fibré vertical V est isomorphe à π*E. Et donc, si if s est une section de of E, alors v(ds):TM→s*V=s*π*E=E. Le fait que la connexion d'Ehresmann est linéaire implique que c'est un homomorphisme de fibrés vectoriels, et il est donc donné par une section ∇s du fibré vectoriel Hom(TM,E), appelé la dérivée covariante de s.
Réciproquement, une dérivée covariante ∇ sur un fibré vectoriel définit une connexion d'Ehresmann linéaire par He, pour e ∈ E avec x=π(e), comme étant l'image dsx(TM) où s est une section de E telle que ∇sx=0.
Remarquons que pour des raisons historiques, le terme "linéaire" (ou le terme "affine" — cf. Connexion affine), quand il est appliqué à des connexions, est parfois utilisé pour désigner des connexions sur le fibré tangent ou un fibré principal.

### Fibrés associés
Une connexion d'Ehresmann sur un fibré muni d'une structure de groupe peut parfois engendrer une connexion d'Ehresmann sur un fibré associé. Par exemple, une connexion linéaire dans un fibré vectoriel E, en munissant E de la notion de "parallélisme" comme indiqué ci-dessus, induit une connexion sur le fibré principal PE des repères tangents à E.
Inversement, une connexion dans PE induit une connexion linéaire dans E pourvu que la connexion dans PE soit équivariante sous l'action du groupe linéaire de transformation des repères de l'espace tangent (et ainsi elle est une connexion principale).
Il n'est pas toujours possible qu'une connexion d'Ehresmann induise, de façon naturelle, une connexion sur un fibré associé, en particulier dans le cas où elle n'est pas équivariante.
Supposons que E est un fibré associé à P, de telle sorte que E = P ×G F. Une G-connexion sur E est une connexion d'Ehresmann telle que l'application de transport parallèle τ : Fx → Fx′ est donnée par une G-transformation des fibres (pour des points x et x′ de M suffisamment proche et joint par une courbe).
Pour une connexion principale sur P, on obtient une G-connexion sur le fibré associé E = P ×G F par pullback.
Inversement, à partir d'une G-connexion sur E donnée, il est possible de retrouver la connexion principale sur le fibré principal P associé. Pour retrouver cette connexion principale, on introduit la notion de repère sur la fibre type F. Puisque G est un groupe de Lie de dimension finie qui agit effectivement sur F, il existe une configuration finie de points (y1,...,ym) dans F tels que la G-orbite R = {(gy1,...,gym) | g ∈ G} soit un espace homogène principal de G. On peut voir R comme étant une généralisation de la notion de repère pour une action de G sur F. Remarquons que puisque R est un espace homogène principal oiur G, le fibré E(R) associé à E avec la fibre type R est équivalent au fibré principal associé à E. Mais c'est aussi un sous-fibré du m-produit de fibré de E avec lui-même. La distribution des espaces horizontaux sur E induit une distribution d'espace sur ce fibré produit. Puisque les applications du transport parallèle associées à la connexion sont des G-applications, elles préservent le sous-espace E(R), et ainsi la G-connexion s'abaisse en une G-principale sur E(R).
En résumé, il y a une correspondance bijective (à une équivalence près) entre les connexions abaissées des connexions principales sur les fibrés associés, et les G-connexions sur les fibrés associés. Pour cette raison, dans la catégorie des fibrés avec une structure de groupe G, la connexion principale contient toutes les informations concernant les G-connexions sur les fibrés associés. En conséquence, on travaille habituellement directement avec la connexion principale, à moins qu'il n'y ait une raison majeure pour prendre en considération les connexions sur les fibrés associés (comme c'est le cas, par exemple, pour les connexions de Cartan (en)).